# ژئومارکتینگ
ژئومارکتینگ (به انگلیسی: Geomarketing): در بازاریابی، ژئومارکتینگ (که بازاریابی جغرافیای نیز نامیده می‌شود) رشته‌ای است که از موقعیت جغرافیایی (اطلاعات جغرافیایی) در فرایند برنامه‌ریزی و اجرای
فعالیت‌های بازاریابی استفاده می‌کند. می‌توان از آن در هر جنبه ای از آمیخته بازاریابی - محصول، قیمت، تبلیغ یا مکان (هدف گذاری جغرافیایی) استفاده کرد. بخش‌های بازار همچنین می‌توانند با موقعیت مکانی مرتبط باشند و این می‌تواند در بازاریابی هدفمند مفید باشد.
ژئومارکتینگ در بخش مالی با شناسایی مولدهای ترافیک دستگاه‌های خودپرداز و ایجاد نقشه‌های هات اسپات (حرارتی) بر اساس پارامترهای جغرافیایی یکپارچه با رفتار مشتری اعمال می‌شود.
ژئومارکتینگ تأثیر مستقیمی بر توسعه تجارت مدرن و سازماندهی مجدد انواع خرده فروشی دارد. انتخاب سایت به صورت خودکار و بر اساس رویه‌های علمی انجام می‌شود که باعث صرفه جویی در زمان و هزینه می‌شود. ژئومارکتینگ از حقایق کلیدی، یک نقشه پایه خوب، لایه‌های داده Whois، پروفایل مصرف‌کننده و معیارهای موفقیت/شکست استفاده می‌کند.
برای به دست آوردن موقعیت واقعی مشتری مسافر می‌توان از ردیابی GPS و محلی سازی GSM استفاده کرد.

## نرم‌افزار
از نرم‌افزار GIS ( سیستم اطلاعات جغرافیایی ) برای نمایش داده‌هایی که می‌توانند به یک منطقه یا منطقه جغرافیایی مرتبط شوند استفاده می‌شود. می‌توان از آن برای موارد زیر استفاده کرد:
رویدادهای اجتماعی نزدیک را توصیه می‌کند.
محل حضور مشتریان (در سطح کشور، شهر، خیابان یا کاربر) را تعیین کنید.
مشخص می‌کنید که مشتری چه کسی است (در سطح سازمان یا کاربر)، یا با ردیابی آدرس IP، اطلاعات کارت اعتباری، آدرس VOIP و غیره، بر اساس برخوردهای قبلی.
هر داده‌ای را در یک زمینه جغرافیایی با پیوند دادن آن به یک نقشه دیجیتال ترسیم کنید.
محاسبه خلاصه اطلاعات برای مناطق خاص.
مشتریان را در مناطق خاص انتخاب کنید.
مشتریان را در مدت زمان رانندگی از یک نقطه انتخاب کنید.
مشتریانی را با شعاع مشخصی از یک نقطه انتخاب کنید.
با استفاده از تقسیم‌بندی ریز جغرافیایی، مشتریانی مشابه نوع خاصی در بقیه کشور انتخاب کنید.

## برنامه‌های کاربردی (اپ)

### Different content by choice
بازاریابی رسانه‌های اجتماعی یا سوشیال مبتنی بر مکان از ابزارهای جغرافیایی خاص برای ترسیم محیط‌های خیالی استفاده می‌کند که تمام محتوای اجتماعی ارسال شده توسط کاربران در آن منطقه خاص را نمایش می‌دهد. یک مثال معمولی برای محتوای مختلف وب بر اساس مکان، وب‌سایت FedEx در FedEx.com است که در آن کاربران می‌توانند ابتدا موقعیت جغرافیایی کشور خود را انتخاب کنند و سپس بسته به انتخاب خود، محتوای سایت یا مقاله متفاوتی ارائه می‌کنند.

### Automated different content
افراد می‌توانند محتوای متفاوتی را در بازاریابی اینترنتی و بازاریابی اپلیکیشن موبایل از طریق نتایج جستجوی پولی یا ارگانیک بر اساس موقعیت جغرافیایی مخاطبان هدف ارائه دهند.